# Cuencas subandinas
Las cuencas de antepaís de los Andes o cuencas subandinas son un grupo de cuencas de antepaís ubicadas inmediatamente al este de la cordillera de los Andes en América del Sur. Las subandinas en la zona de captación del río Amazonas se conocen como cuencas de antepaís amazónicas.
En parte, la acumulación de sedimentos, el levantamiento y el hundimiento de las cuencas subandinas está controlada por zonas transversales de «acomodación estructural», que probablemente corresponden a antiguas fallas de escala continental. Desde el oroclinal de Bolivia (20° S, o en su defecto la deflexión de Arica o codo de Arica) hacia el norte, estas zonas de acomodación corren con una orientación NEE-SWW y al sur del oroclinal corren con una orientación NW-SE.

## Generalidades de su desarrollo
Durante el Mesozoico, se produjo una rápida acumulación de sedimentos al comienzo de la extensión del retroarco entre 250 y 140 Ma. A fines del Cretácico se produjo un pulso dramático de acumulación de sedimentos vinculado al inicio del acortamiento cortical a gran escala, que ocurrió entre 70 y 60 Ma para las cuencas del norte y entre 100 y 600 Ma para las cuencas del sur. El Paleógeno vio una fase de acumulación limitada debido a una pausa en el acortamiento de los Andes, entre 60 y 20 Ma en el sur y entre 50 y 30 Ma en el norte. Entre 20 y 30 Ma, se produjo una rápida acumulación con la tasa de sedimentación más alta registrada en los Andes centrales, donde se acumularon entre 3 y 8 km de sedimento. Estos últimos sedimentos son principalmente sedimentos continentales y la mayoría de ellos de naturaleza clástica. En las cuencas de antepaís de los Andes se ha identificado mediante zircones detríticos en cambio generalizado de las fuentes de sedimentos desde fuentes de cratónicas a fuentes orogénicas ígneas. Esta transición ocurrió en los Andes del norte entre 70 y 30 Ma, dependiendo de la cuenca, en los Andes centrales alrededor de 50 Ma, y en los Andes del sur alrededor de 100 Ma. La interacción del clima local, las historias de alzamiento, el acortamiento y la geometría de las losas en subducción han influido en el desarrollo de cuencas de antepaís individuales y han dado forma a las redes de drenaje a escala continental, la dispersión de sedimentos en alta mar y el desarrollo ecológico en el continente sudamericano.
En general se sabe poco de la deformación de la parte más oriental de estas cuencas. Tanto el arco de Iquitos como el arco de Asunción se consideran abultamiento que se han levantado en respuesta a la orogenia andina.

## Lista de cuencas
| Nombre                                | Latitud    | País                                 | Detalles |
| ------------------------------------- | ---------- | ------------------------------------ | --- |
| Cuenca de Cesar-Ranchería             | 11–8° N    | Colombia                             | Cuenca de antepaís intermontano encerrada por la Sierra Nevada de Santa Marta al noroeste, la Falla Oca-Ancón al norte, la Serranía del Perijá al este-sureste y la Falla de Bucaramanga-Santa Marta al oeste. |
| Cuenca Oriental de Venezuela          | 10–8° N    | Venezuela                            | La cuenca Oriental de Venezuela se encuentra entre varias estructuras geológicas: al sur limita con el escudo Guayanés, al norte con rocas metamórficas del extremo oriental de los Andes, al oeste con a fosa tectónica de Espino, al noreste con el complejo de acreción de Barbados y al este con la corteza oceánica del océano Atlántico.                 |
| Cuenca de Barinas                     | 10–7° N    | Venezuela                            | |
| Cuenca del Magdalena Medio            | 8–4° N     | Colombia                             | Cuenca de antepaís intermontano encerrada por la falla Bucaramanga-Santa Marta al noreste, la Cordillera Oriental al este, el Alto Girardot al sur y la Cordillera Central al oeste. |
| Cuenca de Los Llanos                  | 7–3° N     | Colombia                             | Cuenca productora de hidrocarburos más prolífica de Colombia. Su límite norte corre por la frontera con Venezuela al norte. Al este limita con el Escudo Guayanés, al sur limita con el río Guaviare al sur y al oeaste con las estribaciones de la Cordillera Oriental.                                                                                       |
| Cuenca del Alto Magdalena             | 4–1° N     | Colombia                             | Cuenca de antepaís intermontano encerrada por el alto Girardot en el norte, la Cordillera Oriental en el este y la Cordillera Central en el oeste. |
| Cuenca de Caguán-Putumayo             | 3–0° N     | Colombia                             | Limitado por el Alto del Vaupés al norte, las fronteras con Perú y Ecuador al sur y la Cordillera Oriental y Central al oeste. |
| Cuenca de Oriente                     | 3° N–11° S | Ecuador                              | La Cuenca de Oriente debe su configuración a la inversión tectónica de rifts de edad triásica-jurásica debido a las condiciones tectónicas de transpresión que prevalecen en la región desde el Cretácico Superior. |
| Cuenca del Marañón                    | 2–6° S     | Perú                                 | |
| Cuenca de Ucayali                     | 6–12° S    | Perú                                 | |
| Cuenca de Madre de Dios               | 10–13° S   | Brasil, Bolivia, Perú                | |
| Cuenca de la llanura de Beni          | 13–17° S   | Bolivia                              | |
| Cuenca de Santa Cruz                  | 17–23° S   | Argentina, Bolivia, Brasil, Paraguay | |
| Cuenca del Noreste                    | 22–32° S   | Argentina, Brasil, Paraguay          | |
| Cuenca de Cuyo                        | 27–37° S   | Argentina                            | La cuenca de Cuyo es una cuenca sedimentaria alargada de orientación NNO-SSE limitada al oeste por el Sistema Sierra Pintada y al este por el pericratón pampeano. Al norte la cuenca alcanza el área alrededor de la ciudad de Mendoza. La cuenca ya existía durante el Triásico pero su forma actual es derivada de la orogenia andina.                      |
| Cuenca neuquina                       | 34–40° S   | Argentina, Chile                     | La cuenca neuquina es una cuenca sedimentaria que se originó en el Jurásico y se desarrolló en la alternancia de condiciones continentales y marinas hasta bien entrado el Terciario. La cuenca limita al oeste con el Cinturón volcánico de los Andes, al sureste con el Macizo de Somuncurá y al noreste con el Sistema Sierra Pintada.                      |
| Cuenca de Magallanes (Cuenca Austral) | 48–54° S   | Argentina, Chile                     | La cuenca de Magallanes es una cuenca de antepaís ubicada en el sur de la Patagonia. Cubre una superficie de aproximadamente 170.000–200.000 km y tiene una forma elongada de orientación NNO-SSE. La cuenca evolucionó pasando de ser una cuenta extensional de retroarco en el Mesozoico a ser una cuenca de antepaís de régimen compresivo en el Cenozoico. |